# ICONOCLAST (JASON ZODIACのアルバム)
『ICONOCLAST』（アイコノックラスト）はJASON ZODIACのアルバム。

## 内容
イントロ、アウトロを含んだ本作は、9曲中前述含む5曲は近藤尚昭による作曲・編曲。

## 収録曲
1. INTRO
2. SILENCE
3. Loud Party
4. もうひとつ前へもうひとつ上へ
5. 昨日と同じ今日と生きるなら明日はいらない知りたくない
6. Underground
7. 命の使い方の答え
8. BRAINWASH
9. OUTRO

作詞：近藤尚昭(#2 - 8)
作曲・編曲：近藤尚昭(#1, 3, 4, 7, 9)、Prrye Geyer(#2, 5, 6, 8)